# Кімличка
Кімличка (до 2015 — Кимличка) — село в Україні, у Роменському районі Сумської області. Населення становить 519 осіб. Входить до складу Липоводолинської селищної громади. 
Після ліквідації Липоводолинського району 19 липня 2020 року село увійшло до Роменського району.

## Назва
Кімличка — представниця народу кімликів (застаріла українська назва калмиків). Також кімличною називають тип люльки з довгою шийкою.

## Географія
Село Кімличка розташоване на правому березі річки Хорол, вище за течією на відстані 3 км розташоване село Новосеменівка, нижче за течією на відстані 3 км розташоване село Берестівка.
Село перетинає балка Гнилий Яр по якому тече струмок, що пересихає із загатою. Поруч проходить автомобільна дорога Т 1904.

## Історія
Кімличка з'явилася на світ білий дуже-дуже давно. Точної дати заснування немає. Польсько—литовські загарбники хотіли перетворити всіх на кріпаків, хотіли нав'язати лютеранську віру. Це призвело до втечі людей в незаселені краї у XVI—XVII століттях «Красний край». Тут були сприятливі природні умови — родючі ґрунти, теплі краї, річки з рибою, ліси зі звірами.
Перші поселенці були українські втікачі з Правобережної України від польського гноблення. Переселенці були затятими рибалками і самі виготовляли пристосування для ловлі риби — «кімлі» (від цього походить назва села). «Кімлі» виготовляли з молодих пагонів лози, які нагрівали на вогні для гнучкості. Сітки плели 1 — 1,5 м, що давало змогу ловити по відру риби.
Друга версія заснування села — на зимівлю зупинилося кочове плем'я «комликів». Вони були зачаровані красою цього краю і залишилися тут назавжди. Ці люди займалися конярством і вівчарством.
Кожен поселенець хотів мати вільний доступ до річки своєю оселею. Бо в річці вбачали комору достатку, у вигляді риби. Вулиця, яка утворилася понад річкою, проходила біля гаю (зараз лісок). Цей гай являв собою два яри, у місці злиття яких утворилася широка галявина, де люди проводили свята, відправляли службу, проводила своє дозвілля молодь. Від цього гаю одержала свою назву перша вулиця села, Гаймани.
Заселення велося не одночасно, а напливами. Друга вулиця утворилася трошки пізніше — це вулиця Коровинська (нею їздили на ярмарок у село Коровинці). Вулиця Комарівка утворилася з двох вулиць Семешкової і Сичівки, ці назви одержані від прізвищ поселенців Семешка і Сичака. Вулиця починалась з урочища Лугу. В літній час тут найбільше дошкуляли комарі. Ще були вулиці Голіядівка (жили бідні люди), Заставок (бо в центрі села люди зробили ставок, а ця вулиця була за ним).
Вулиця Заселівка одержала таку назву, тому що поміщик Шеремет збудував тут овечі кошари, де було до тисячі овець. Також збудував майстерню по переробці шкіри та вовни і прядно—ткацький цех, де проводилась вичинка шкіри. На цій вулиці поміщик побудував хати, де жили кріпаки, які доглядали овець. Тому цю вулицю назвали Заселівка.
Пізніше назви вулиць було змінено на: Комсомольська, Жовтнева, Луначарського, Гагаріна, Янголя, Шкільна та Першотравнева.
Після Полтавської битви цар Петро роздав старі родові землі своїм фаворитам поміщикам. Поселенці перетворилися в кріпаків і працювали на поміщика три дні на тиждень.
Пращури наші були люди добрі, набожні. Про це свідчить той факт, що в селі була збудована капличка (невеличка хатка, куди можна було зайти поставити свічку, помолитися Богу) і 2 церкви — церква «Ополон» і церква св. Варвари (точної дати немає).
Церква «Ополон» до 1890 року згоріла під час грози. При допомозі поміщика Шеремета та Київської Лаври була побудована нова церква в 1845 р.
В центрі села було побудовано мануфактуру — по переробці вовни.
В селі розвивається борошномельне і шкіряно-кожушне виробництво.
У 1870—1890 роках — бурне збагачення села. Працює 5 торговельних точок, був утворений «хамазей».
Перед I світовою війною чітке розмежування на багатих і бідних.
Утворюються банди, які крадуть коней.
Війна 1914 р. — багато селян було забрано на війну, багато з них не повернулось.
У 1917—1921 роках у селі кілька разів змінювалась влада.
Близько полудня 28 червня 1921 року Махно був помічений у селі Кімличка. Бій з червоною армією відбувся в с. Сакуниха.
З 1929 року впровадилася примусова колективізація, у 1930 році утворено 5 колективних господарств — Луначарського, Комуніст, Сталінський шлях, Нове життя, імені Тельмана.
Була в селі примусова колективізація, були і «буксирні» бригади. Вони заганяли селян до СОЗу (спільний обробіток землі), розкуркулювали заможних, звинувачуючи їх у експлуатації найманих робітників. Виганяли цілі сім'ї з хат і навіть віддавали під суд та відправляли до Сибіру. У 1930 році на село наклали такий хлібний податок, що виконати його було неможливо. У церкві в Кімличці влаштували зсипний пункт зерна, звідки все вивезли до Ромен, навіть насіннєвий фонд. «Буксири» ходили по господарствах селян, щупами відшукували закопане чи приховане зерно. І все забирали до останньої зернини. В 1931 році в результаті цих заходів половина площ землі залишилась не засіяною, а в 1932–му почався голод. Кажуть, що протягом 1932—33 років у селі померло більше 600 осіб. Встановлено імена 263 жителів села, які померли під час організованого радянською владою Голодомору 1932—1933 років.
У 1935 р. — об'єднання в 3 господарства: Комуніст, Луначарського, Сталінський шлях.
До 1940—х років заможнішало село, але творчий шлях перервала війна.
10 вересня 1941 року село було захоплене німцями. Селяни зазнали страшного терору (вішали, розстрілювали активістів), загинуло 12 активістів. За часи окупації не було в селі світла, розвалені колгоспні двори. 13 вересня 1943 року село було звільнене від фашистів військами Радянської армії.
За роки війни загинуло 112 чоловік і 12 стали інвалідами.
Відродження села через 4—5 років (відкривається знову школа, відбудовуються ферми). До 1955 року село перебудувалося, з'явилася електрика, телевізори, машини.
Село Кімличка було приєднане до Берестівки і об'єднане в колгосп «Прапор Леніна» — голова колгоспу Мовчан А. І. У 1984 році Кімличка відділилась і став колгосп «Авангард». На той час в селі було 260 дворів і 686 жителів.
Пройшли роки, багато чого змінилося в селі. У грудні 2003 року в село прийшло блакитне паливо, яке поліпшило добробут людей. На даний час в с. Кімличка є 7 вулиць, це: Шкільна, Гагаріна, Янголя, Луначарського, Жовтнева, Першотравнева та Комсомольська, залишилося 189 дворів, та 438 жителів. В селі працює школа I—II ступенів в якій навчається 32 учні та працює 12 вчителів, у селі працює відділок ТОВ «Беєве» в якому працює основна маса працездатного населення села, працює два фермерських господарства «Бумеранг» та «Троянда», є два магазини, дитячий садок «Оленка», фельдшерсько-акушерський пункт, сільська Рада, сільський клуб та бібліотека.
Є в селі Кімличка свій драматичний колектив (керівник Т. М. Лобушко), який вже добре відомий в районі, а про майстерність його учасників свідчить той факт, що цей колектив носить звання народного.
До його складу входять представники різних професій, колектив працює вже десять років, репертуар колективу має різножанрову тематику. З своїми роботами бере участь в різних масових заходах району та села.
Одним із осередків культури, де зберігається і популяризується весь інтелектуальний, духовний та культурний потенціал народу, є бібліотека. В ній щороку плануються роботи по максимальному забезпеченню і доступу до джерел масової інформації. За словами старожилів, бібліотека в селі з'явилася близько 1922 року. Спочатку це була хата — читальня з бібліотечним фондом десь 30 примірників. Місцерозташування  бібліотеки постійно змінювалося. З 1988 року вона розташована в приміщенні сільської ради. На той час книжковий фонд бібліотеки становив 4930 екземплярів. На 2006 рік книжковий фонд бібліотеки становив 6229 книг, а в 2008 році — 6600 примірників. Працює гурток «Книжкова лікарня» та клуб за інтересами «Жар-птиця».
Бібліотеку відвідують як дорослі читачі так і діти. У бібліотеці та сільському клубі проводяться різні масові заходи.
До 2019 року орган місцевого самоврядування — Кімличанська сільська рада.

## Політика

### Парламентські вибори, 2019
На позачергових парламентських виборах 2019 року у селі функціонувала окрема виборча дільниця № 590334, розташована у приміщенні будинку культури.
Результати
- зареєстровано 286 виборців, явка 71,33%, найбільше голосів віддано за «Слугу народу» — 48,04%, за Всеукраїнське об'єднання «Батьківщина» — 15,20%, за Радикальну партію Олега Ляшка — 12,75%[5]. В одномандатному окрузі найбільше голосів отримав Максим Гузенко (Слуга народу) — 37,50%, за Анатолія Кобзаренка (самовисування) — 35,00%, за Віктора Ладуху (Всеукраїнське об'єднання «Батьківщина») — 10,00%[6].

## Економіка
- ТОВ «БЕЄВЕ»

## Населення

### Мова
Розподіл населення за рідною мовою за даними перепису 2001 року:
| Мова            | Кількість | Відсоток |
| --------------- | --------- | -------- |
| українська      | 512       | 98.65%   |
| російська       | 5         | 0.96%    |
| інші/не вказали | 2         | 0.39%    |
| Усього          | 519       | 100%     |

## Пам'ятки
- Вітряк[d];
- Братська могила[d] радянських воїнів, підпільників та пам'ятник воїнам-землякам;

## Відомі люди
В селі народилися:
- Кива Олена Іванівна — український державний діяч, селянка. Депутат Верховної Ради УРСР 1-го скликання (1938—1947).
- Петро Мосієнко — Герой Радянського Союзу.
- Педич Василь Пилипович — доцент, кандидат історичних наук.